# Tommaso Stigliani
Tommaso Stigliani (Matera, 28 giugno 1573 – Roma, 1651) è stato un poeta, scrittore e critico letterario italiano.

## Vita e principali opere
Nato a Matera il 28 giugno 1573, Tommaso Stigliani ricevette la prima educazione da Orazio Goffredo, nipote del canonico Tommaso Leonardo che era stato maestro dei fratelli Ascanio e Antonio Persio. A 19 anni fu mandato dai genitori a studiare medicina a Napoli, dove strinse amicizia con Torquato Tasso e Giovan Battista Marino. Dotato di un grande talento letterario, abbandonò presto gli studi universitari per dedicarsi interamente alla poesia. Dopo un breve soggiorno alla corte di Carlo Emanuele I di Savoia a Torino, nel 1603 divenne segretario di Ranuccio I Farnese, duca di Parma. La sua prima creazione fu un breve poema a sfondo pastorale, Il Polifemo (1600). Seguì il Canzoniere, pubblicato nel 1605 e messo all’Indice dei libri proibiti a causa di alcuni indovinelli di contenuto osceno. Il 9 agosto 1606 Stigliani ebbe una violenta contesa con Arrigo Caterino Davila che lo sfidò a duello. Rimasto ferito si rifugiò a Napoli. Poté ritornare a Parma, grazie all'intercessione del cardinale Cinzio Aldobrandini, già protettore di Torquato Tasso.
Nominato Principe dell'Accademia degli Innominati, pubblicò nel 1617 i primi venti canti del poema Il mondo nuovo, sull'epopea di Cristoforo Colombo. Le allusioni a Giambattista Marino contenute nell'opera suscitarono aspre polemiche e Stigliani fu costretto a lasciare Parma nel 1621. Trasferitosi a Roma, fu al servizio rispettivamente di Virginio Cesarini, del cardinale Scipione Caffarelli-Borghese e, da ultimo, del principe Pompeo Colonna. Nel 1623 curò l'edizione del Saggiatore di Galileo Galilei, edita a Roma per i tipi del Mascardi. Sempre a Roma pubblicò una nuova edizione del suo Canzoniere (Roma, Zannetti, 1623) emendata delle poesie oscene. Nel 1627 pubblicò Dell'Occhiale (Venezia, Carampello, 1627), stroncatura dell'Adone di Giambattista Marino, cui seguì l'anno successivo un'edizione definitiva in 34 canti de Il Mondo nuovo (Roma, Mascardi, 1628) e nel 1629 l'irriverente Merdeide. Nel 1651 uscì l'edizione delle Lettere (Roma, Manelfi, 1651). Postuma fu pubblicata l'Arte del verso italiano (Roma, Del Verme, 1658).

## L'antimarinismo
Tommaso Stigliani è considerato il poeta antimarinista per eccellenza: sin dalla prima edizione del Mondo Nuovo e più ancora in Dell'Occhiale accusò Marino di mancanza di coerenza e fedeltà ai canoni classici della misura e della proprietà linguistica; altre accuse mosse in particolare all’Adone furono bassezza di stile, barbarismi e ladroneccio, cioè di furto di parole e concetti di altri scrittori. Sui limiti dello «stile metaforuto» di Marino e dei marinisti Stigliani ritornerà «in un'importante lettera del 1636, individuandone le cause nella "svogliatezza" del secolo e in una sorta di "matto appetito", simile a quello delle donne gravide.» Queste posizioni causarono molti nemici allo Stigliani, ed alcuni suoi testi furono pubblicamente incendiati. Girolamo Aleandro, Scipione Errico, Paganino Gaudenzi e soprattutto Angelico Aprosio, si scagliarono con furore contro di lui, dando inizio a una polemica che si trascinò per tutto il secolo ed ebbe eco anche oltralpe.
Non è peraltro mancato, tra gli studiosi, chi ha fatto notare come l'antimarinismo dello Stigliani sia in fondo intriso e commisto di marinismo.

## Un testo esemplificativo
(Tommaso Stigliani, Bellezze divinissime)

## Opere
- Tommaso Stigliani, Il Polifemo, Milano, nella stampa del q. Pacifico Pontio impressore archiepiscopale, 1600. URL consultato il 30 novembre 2019.
- Tommaso Stigliani, Il mondo nuovo, 1ª ed., Piacenza, per Alessandro Bazacchi, 1617. URL consultato il 30 novembre 2019.
- Tommaso Stigliani, Il mondo nuovo, 2ª ed., Roma, Appresso Giacomo Mascardi, 1628. URL consultato il 19 giugno 2019.
- Tommaso Stigliani, Il canzoniero del signor caualier fra' Tomaso Stigliani, Roma, per l'erede di Bartolomeo Zannetti, 1623. URL consultato il 30 novembre 2019.
- Tommaso Stigliani, Dello occhiale opera difensiua del caualier fr. Tomaso Stigliani. Scritta in risposta al caualier Gio. Battista Marini. Dedicato all'eccellentiss. sig. conte D'Oliuares, Venezia, appresso Pietro Carampello, 1627. URL consultato il 30 novembre 2019.
- Tommaso Stigliani, Lettere del caualiere fra Tomaso Stigliani dedicate al sig. prencipe di Gallicano, Roma, per Domenico Manelfi, 1651. URL consultato il 30 novembre 2019.